# Bahnhof Kirchberg (Sachs)
Der Bahnhof Kirchberg (Sachs) war der Bahnhof in Kirchberg in Sachsen, mit einem Haltepunkt besaß die Stadt noch eine zweite Bahnstation. Gelegen bei Streckenkilometer 6,50 der Schmalspurbahn Wilkau-Haßlau–Carlsfeld war der Bahnhof die wichtigste Station der Bahnstrecke.
Der Bahnhof Kirchberg ist eine Station der Dampfbahn-Route Sachsen.

## Geschichte

### Name
Der Bahnhof trug während seiner Betriebszeit sechs unterschiedliche Bahnhofsnamen, im Einzelnen waren dies:
- bis 31. Oktober 1882: Kirchberg
- bis 30. September 1900: Kirchberg Bahnhof
- bis 30. Juni 1911: Stadt Kirchberg Bahnhof
- bis 14. Mai 1927: Kirchberg Stadt
- bis 21. Dezember 1933: Kirchberg (Sa)
- seit 22. Dezember 1933: Kirchberg (Sachs)

### Betrieb
Der Bahnhof wurde zunächst als Kopfbahnhof der Schmalspurstrecke Wilkau-Haßlau–Kirchberg am 16. Oktober 1881 eröffnet. Bei der Betriebseröffnung bestand der Bahnhof aus 740 m Gleis mit neun Weichen, einem Empfangsgebäude mit angebautem Güterschuppen, einer Ladestraße und einem Heizhaus. Bereits 1882 wurde der Bahnhof im Zusammenhang mit der Streckeneröffnung nach Saupersdorf, in dessen Zuge der Bahnhof zum Durchgangsbahnhof wurde, geringfügig erweitert.
1888 fanden die nächsten Umbauarbeiten statt, u. a. wurden ein neuer separater Güterschuppen sowie eine Laderampe gegenüber dem Empfangsgebäude errichtet. Im Zusammenhang mit der Streckenerweiterung von Saupersdorf nach Wilzschaus wurde der Bahnhof 1893 erneut erweitert. Durch die Verlegung des Rödelbaches konnte die notwendige Baufreiheit geschaffen werden, u. a. wurde das alte, erst zwölf Jahre alte Heizhaus abgerissen und durch ein neues vierständiges ersetzt. Alles in allem wurde der Bahnhof um 800 Meter Gleis und fünf Weicheneinheiten ergänzt. Da der Güterbereich von der Empfangsgebäudeseite weg auf die zum Rödelbach zugewandte Seite verlegt wurde, war die alte Ladestraße überflüssig und die beiden Bahnsteige konnten verlängert werden. Die ehemaligen Gütergleise dienten von nun als Abstellgleise, während der alte angebaute Güterschuppen zur Gepäckabfertigung genutzt wurde.
1912 mussten die Anlagen mit Einführung des Rollwagenverkehrs erneut verändert werden, neben einer Anbau eines weiteren Gleises mit zwei Ständen ans Heizhaus wurden vor allem die Güterverkehrsanlagen erweitert. Eine Vergrößerung des Empfangsgebäudes erfolgte 1927, letztendlich umfasste der Bahnhof 30 Weichen und 16 Gleise und blieb in diesem Aufbau bis in die 1960er Jahre weitgehend unverändert.
Mit der Sperrung des Abschnitts Kirchberg–Saupersdorf ob Bf am 15. Juli 1967 wurde Kirchberg wieder zum Endbahnhof. Der Güterverkehr wurde am 30. September 1972 eingestellt, der Personenverkehr am 3. Juli 1973.
Mit der Stilllegung des Abschnitts Wilkau-Haßlau–Kirchberg im Jahr 1973, entstand in der Stadt Kirchberg die Idee ebenso wie auf dem Gelände des Bahnhofs Oberrittersgrün, dem Endbahnhof der Pöhlatalbahn, im Bahnhof Kirchberg eine „Technische Schauanlage“ einzurichten. Dazu wurde vor dem Streckenrückbau die 99 581 gekauft und nach Kirchberg gebracht, ebenso verblieben zwei vierachsige Personenwagen und ein vierachsiger Packwagen in Kirchberg. Allerdings zerschlug sich das Vorhaben aufgrund zu hoher Kosten in den folgenden Jahren, sodass im Juni 1983 die Lok und die drei Fahrzeuge schließlich verschrottet wurden.
Das Empfangsgebäude und der Güterschuppen sind heute noch vorhanden, der Lokschuppen wurde 1987 abgerissen. Ein Großteil des Geländes wird heute gewerblich genutzt.

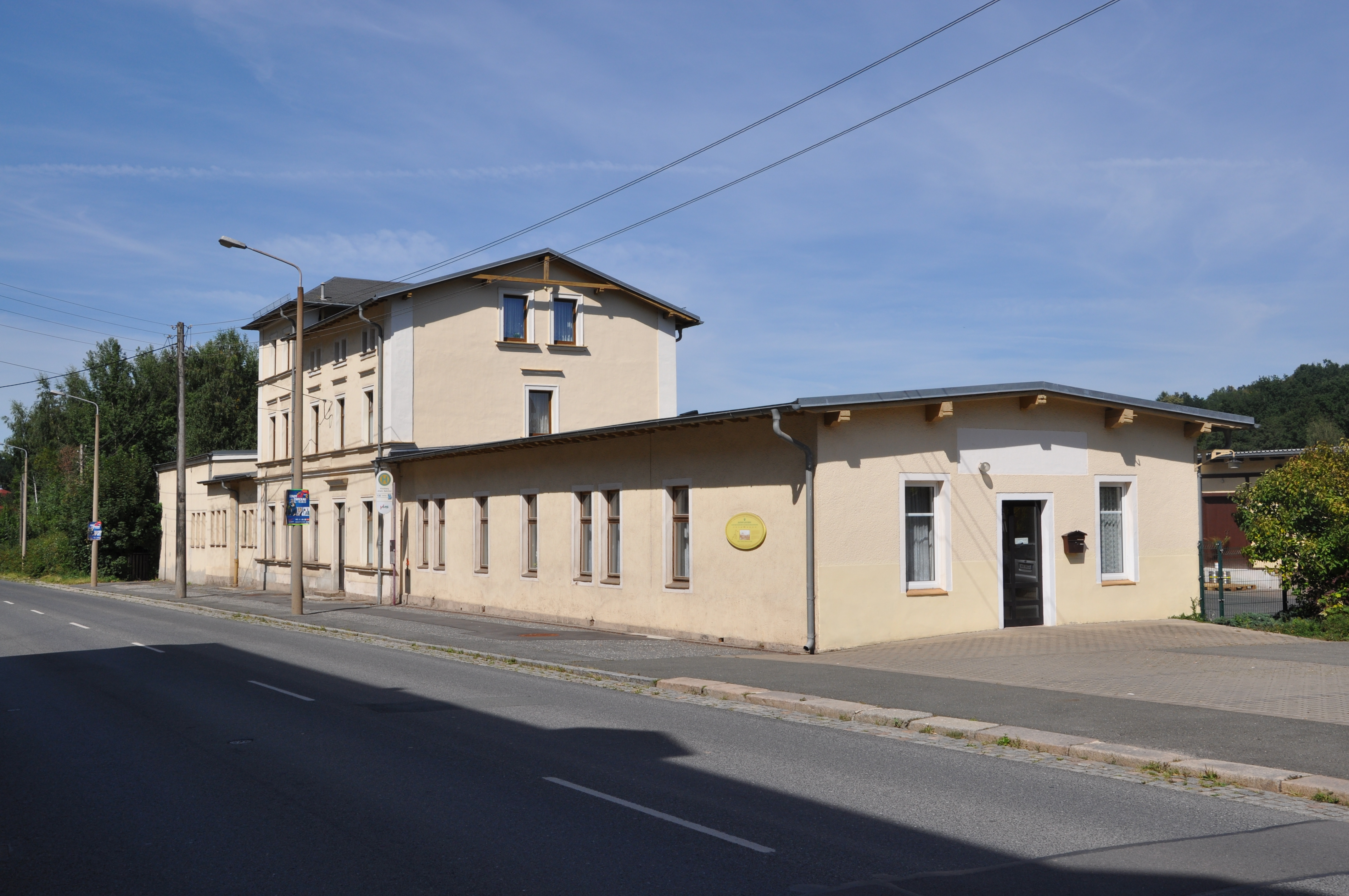
Empfangsgebäude von der Straßenseite (2012)
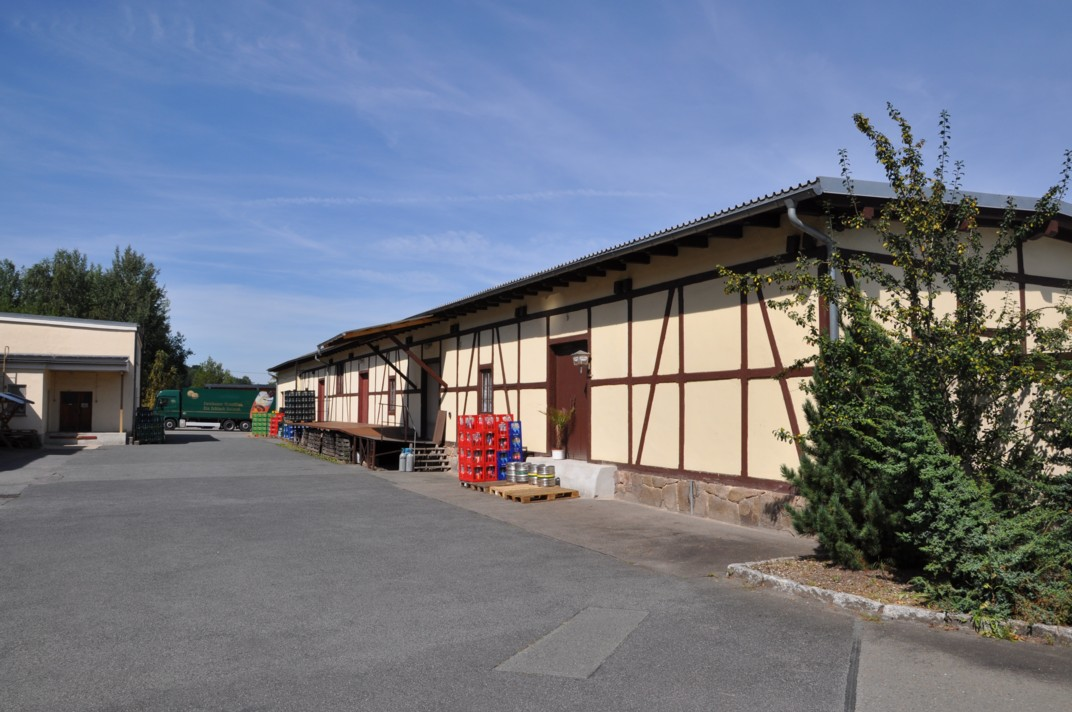
Güterschuppen (2012)
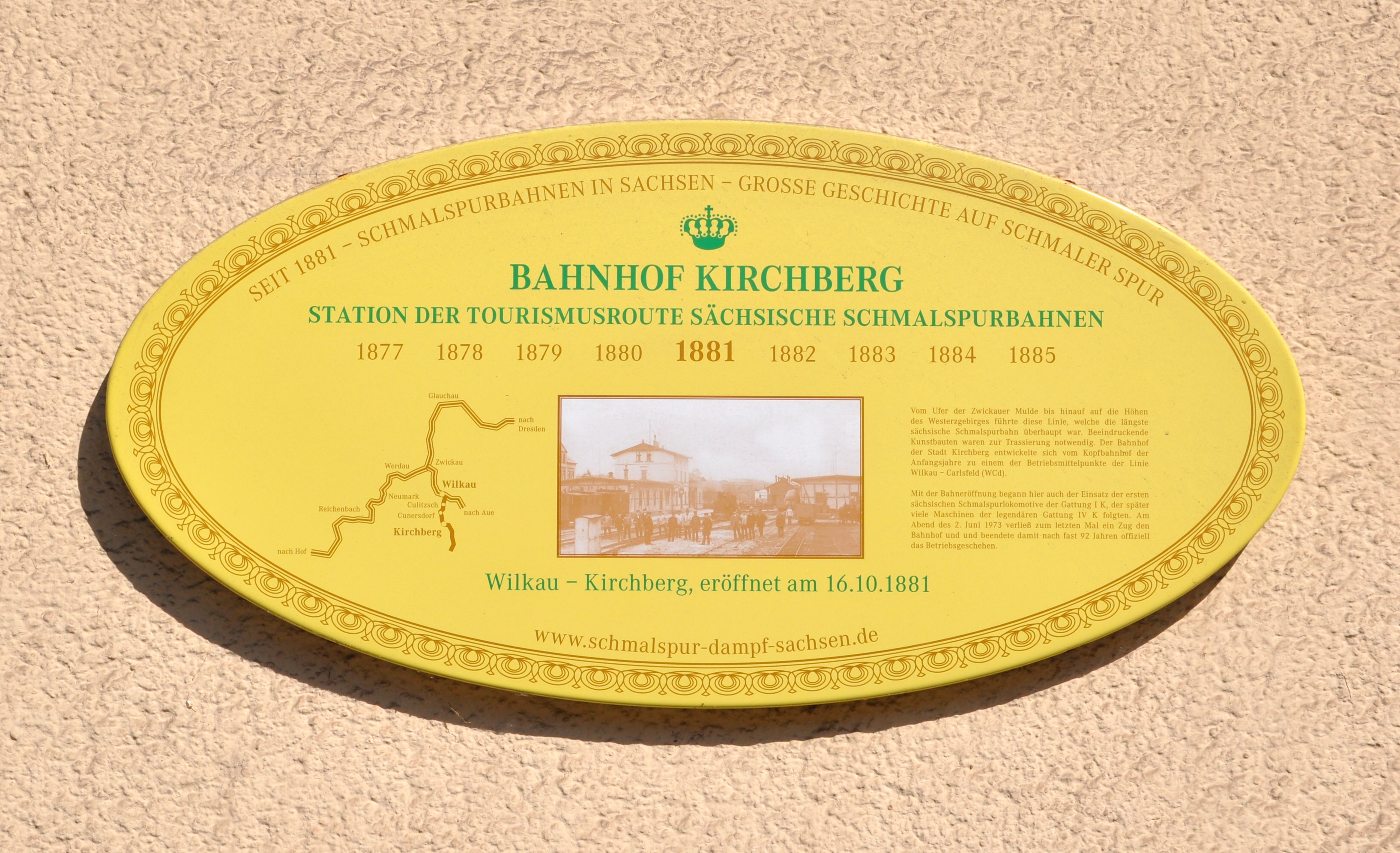
Informationstafel der Dampfbahn-Route Sachsen
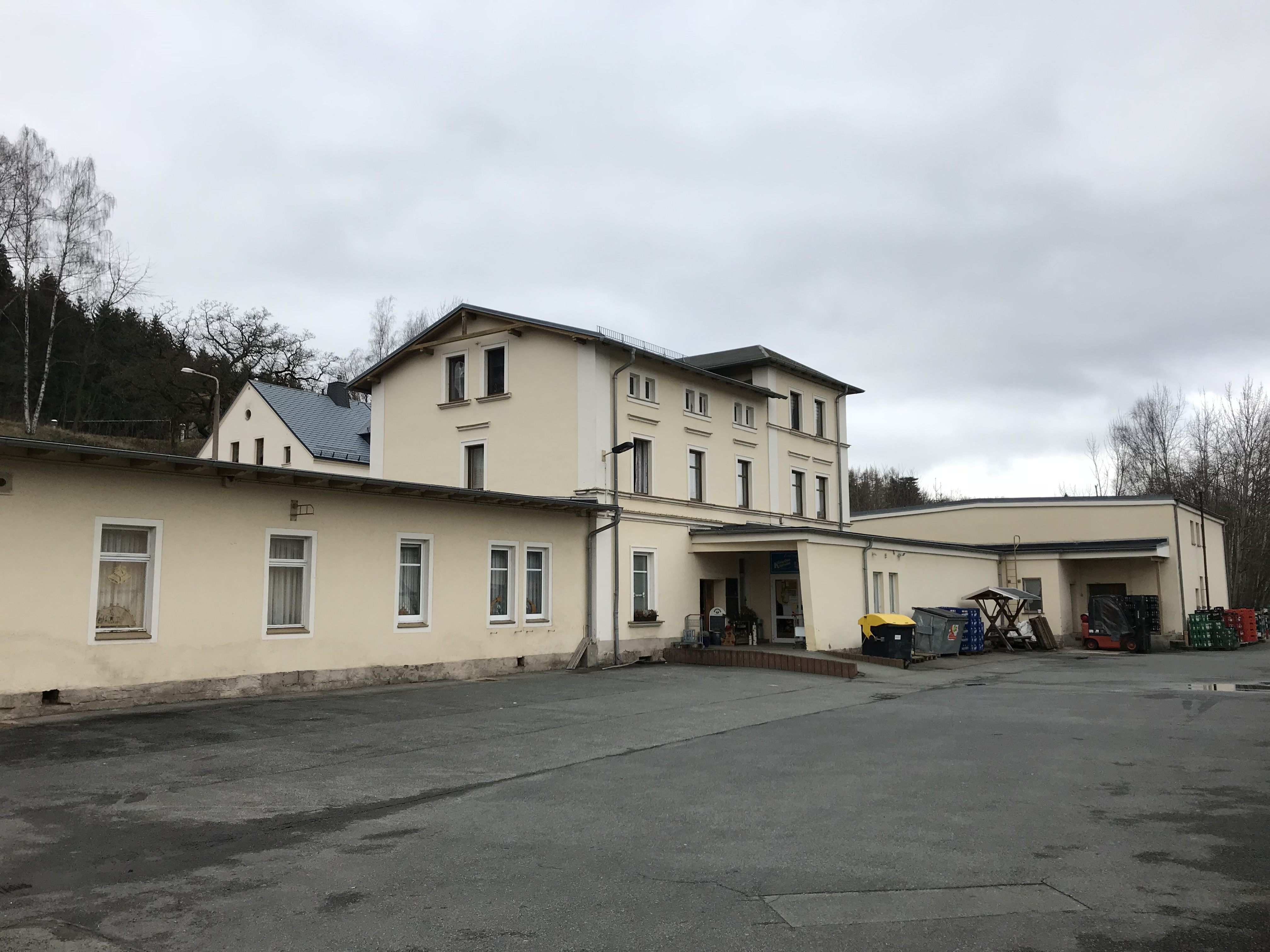
Ehemaliger Bahnhof Kirchberg, Gleisseite (2018)

### Verkehr
Der Bahnhof war die wichtigste Station der Schmalspurbahn und trug sowohl im Personen- als auch im Güterverkehr wesentlich zum Verkehrsaufkommen bei. Beispielsweise lag der Anteil des Bahnhofs 1964 bei fast 17 % des gesamten Transportaufkommens der Bahnstrecke. Wesentlichen Anteil hatten daran vier zum Bahnhof gehörende Anschlussgleise, drei weitere wurden 1964 schon nicht mehr bedient. Den Versand dominierten Textilerzeugnisse, der Großteil des Empfangs bestand aus Brennmaterial.

### Bahnbetriebswerk Kirchberg
Bereits seit 1881 waren Lokomotiven in Kirchberg stationiert. Zunächst war der Lokomotiveinsatz noch Angelegenheit der Bahnverwalterei, erst 1927 wurde in Kirchberg ein Lokbahnhof des Bahnbetriebswerks Zwickau mit Außenstellen in Schönheide und Carlsfeld gegründet. Kurzfristig war bis zum 29. Februar 1936 auch der Lokbahnhof Oberwiesenthal dem Lokbahnhof Kirchberg unterstellt.
Stationiert waren in Kirchberg zunächst nur Lokomotiven der Gattung I K. Ab 1893 verdrängten dann die Lokomotiven der Gattung IV K (Baureihe 99.51–60) die I K im Betriebsdienst. Vereinzelt kamen auch Maschinen der Gattung III K zum Einsatz. Eine Zeit lang gehörten auch die Einheitslokomotiven der Baureihe 99.73–76 der Schmalspurbahn Cranzahl–Kurort Oberwiesenthal buchmäßig zum Lokbahnhof Kirchberg. Auf der Schmalspurbahn Wilkau-Haßlau–Carlsfeld fuhren diese Maschinen nie.
Nach dem Zweiten Weltkrieg wurde die Unterhaltung der IV K in Kirchberg zusammengefasst, auch wurden die Lokomotiven der Schmalspurbahn Mosel–Ortmannsdorf dem Lokbahnhof Kirchberg unterstellt. Dies führte zu einem stark wachsenden Personalbestand, in dessen Folge der Lokbahnhof am 1. April 1949 zum Bahnbetriebswerk erhoben wurde. Im Jahr 1949 wurden auch die Lokomotiven der Pöhlatalbahn dem Bahnbetriebswerk Kirchberg untergeordnet. Im Jahr 1953 wurden insgesamt 135 Personen beschäftigt.
Zum 1. Januar 1967 wurde das Bahnbetriebswerk aufgelöst und in eine Einsatzstelle des Bahnbetriebswerks Aue (Sachs) umgewandelt. Mit der Stilllegung des verbliebenen Abschnitts Wilkau-Haßlau–Kirchberg wurde die Lokeinsatzstelle 1973 aufgegeben.